# Csicsógyörgyfalva

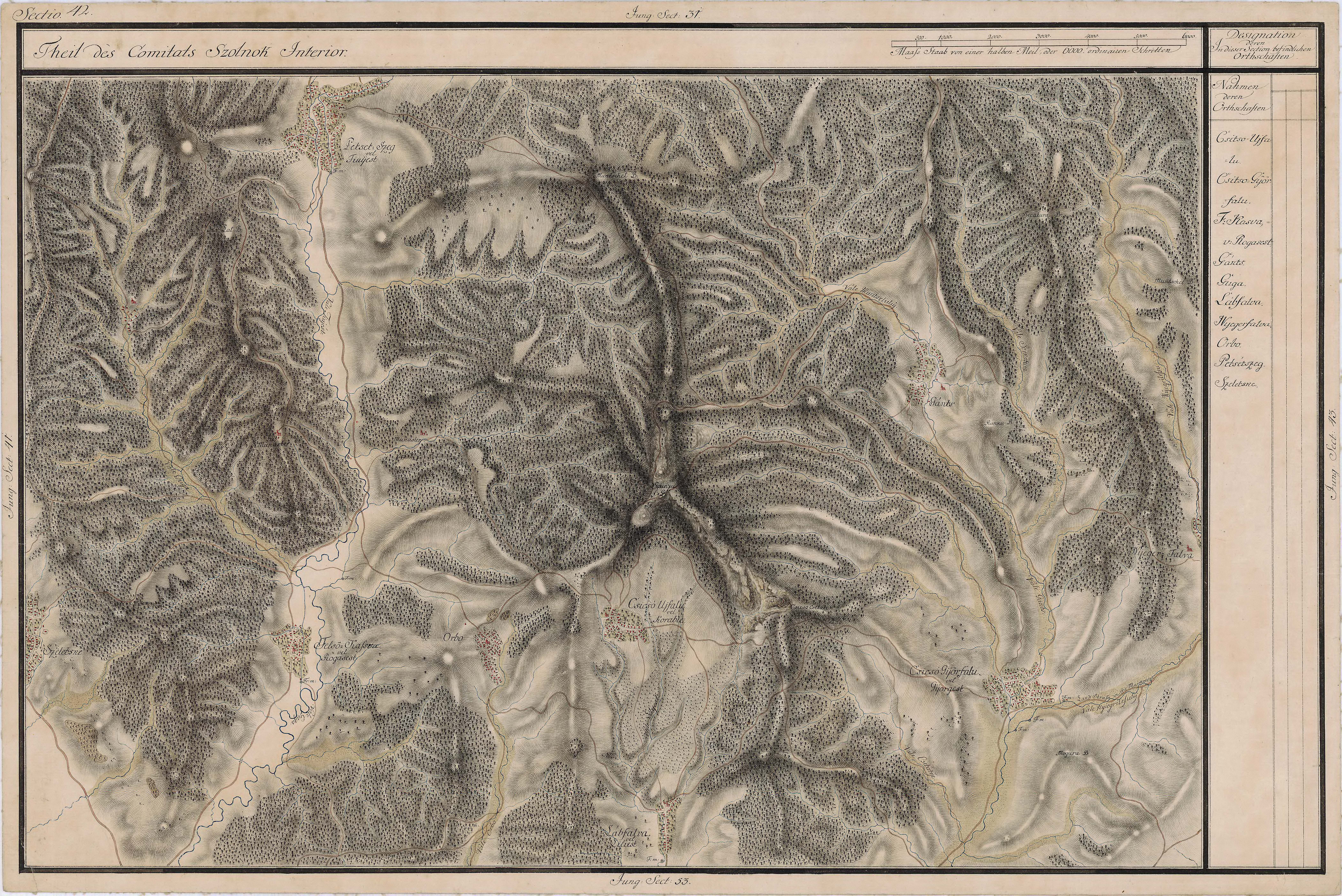
Csicsógyörgyfalva környéke 1769–1773 között

Csicsógyörgyfalva (románul Ciceu-Giurgești, németül Gergesdorf) falu Romániában Beszterce-Naszód megyében.

## Fekvése
Déstől 20 km-re északkeletre fekszik.

## Története
Csicsó várát 1290 és 1304 között László erdélyi vajda 
építtette. 1495-ben II. Ulászló István moldvai vajdának adta, hogy ott menedéket találjon. 1540-ig a moldvai vajdák birtoka volt. 1540-ben György barát serege vette be, mivel Péter moldvai vajda oda zárkózott be, 1542-ben Péter vajda visszatért, de hiába ostromolta. 1544-ben, hogy ne kerüljön ellenséges kézbe Izabella királyné 
leromboltatta, azóta rom. A falut 1405-ben Gywrcghfalva néven említik. 1910-ben 1409, többségben román lakosa volt, jelentős német kisebbséggel. A trianoni békeszerződésig Szolnok-Doboka vármegye Dési járásához tartozott. 1992-ben társközségeivel együtt 4777 lakosából 4750 román, 23 cigány 
és 4 magyar volt.

## Látnivalók
- A falutól 5 km-re északnyugatra a Magura-hegy oldalában állnak Csicsó várának csekély maradványai.
- Tőle északra vaskori földvár sáncai, valamint 1.5 km-re északra római őrtorony nyomai látszanak.